# Mario Osbén
Mario Ignacio Osbén Méndez (* 14. Juli 1950 in Chiguayante, Región del Biobío; † 7. Februar 2021 in Concepción) war ein chilenischer Fußballtorhüter. Er nahm an der Fußball-Weltmeisterschaft 1982 in Spanien teil.

## Spielerkarriere

### Verein
Osbén begann seine Karriere als Profifußballer 1970 bei Deportes Concepción. Nach einjährigen Gastspielen bei Deportivo Ñublense 1971 und Lota Schwager 1973 kehrte er jeweils zu Deportes Concepción zurück. Nach einer Vizemeisterschaft 1975 wechselte er 1976 zu Unión Española, wo er 1977 seinen ersten chilenischen Meistertitel gewann. Von 1980 bis 1985 spielte er für CSD Colo-Colo. Mit Colo Colo gewann er 1981 und 1983 die chilenische Meisterschaft sowie dreimal den chilenischen Pokal. 1986 wechselte er zu CD Cobreloa, wo er zwei weitere Meisterschaften und einen Pokalsieg feierte. 1994 ließ er seine Spielerkarriere beim CD Universidad de Concepción in dessen Gründungsjahr ausklingen.

### Nationalmannschaft
Am 11. Juli 1979 debütierte Osbén in der chilenischen Nationalmannschaft. Wenige Wochen später nahm er mit der chilenischen Auswahl an der Copa América 1979 teil. In diesem Turnier, das nicht im Ligasystem in einem Land, sondern in einer Kombination aus Gruppenphase und K.-o.-System mit Hin- und Rückspiel ausgetragen wurde und sich von Juli bis zum Finale im Dezember erstreckte, bestritt er sämtliche Spiele der Chilenen. Nach einem 0:0 nach Verlängerung im Entscheidungsspiel wurde Paraguay aufgrund des besseren Torverhältnisses aus den beiden vorangegangenen Partien zum Südamerikameister bestimmt.
Auch bei der Weltmeisterschaft 1982 stand er im chilenischen Aufgebot. Er kam in allen drei Spielen der Gruppenphase zum Einsatz. Nach drei Niederlagen schied Chile als Gruppenletzter bereits nach der Vorrunde aus.
Bei der Copa América 1987 stand er mit 37 Jahren noch einmal im chilenischen Kader, wurde aber nicht eingesetzt.
Zwischen 1979 und 1987 bestritt Osbén insgesamt 36 Länderspiele für Chile.

### Trainerkarriere
1997 führte er Universidad de Concepción zur Meisterschaft in der Tercera División, der dritthöchsten Spielklasse Chiles.

## Nach dem Fußball
Neben dem Fußball engagierte sich Osbén auch in der Politik und wurde für zwei Amtszeiten, 2004 bis 2008 und 2012 bis 2016, zum Stadtrat der Gemeinde Chiguayante gewählt. Er war Mitglied der UDI.
Mario Osbén starb am 7. Februar 2021 im Alter von 70 Jahren an den Folgen eines Herzinfarkts.

## Erfolge
- Chilenische Meisterschaft: 1977, 1981, 1983, 1988 und 1992
- Chilenischer Pokal: 1981, 1982, 1985 und 1986

## Auszeichnungen
- Chiles Fußballer des Jahres: 1991